# Roland Audefroy
 (avril 2008).
 (avril 2008).
Si vous disposez d'ouvrages ou d'articles de référence ou si vous connaissez des sites web de qualité traitant du thème abordé ici, merci de compléter l'article en donnant les références utiles à sa vérifiabilité et en les liant à la section « Notes et références ».
Roland Audefroy, né le 15 décembre 1930 à Paris et mort le 20 janvier 2018 à Fréjus, est un saxophoniste et chef d'orchestre français.

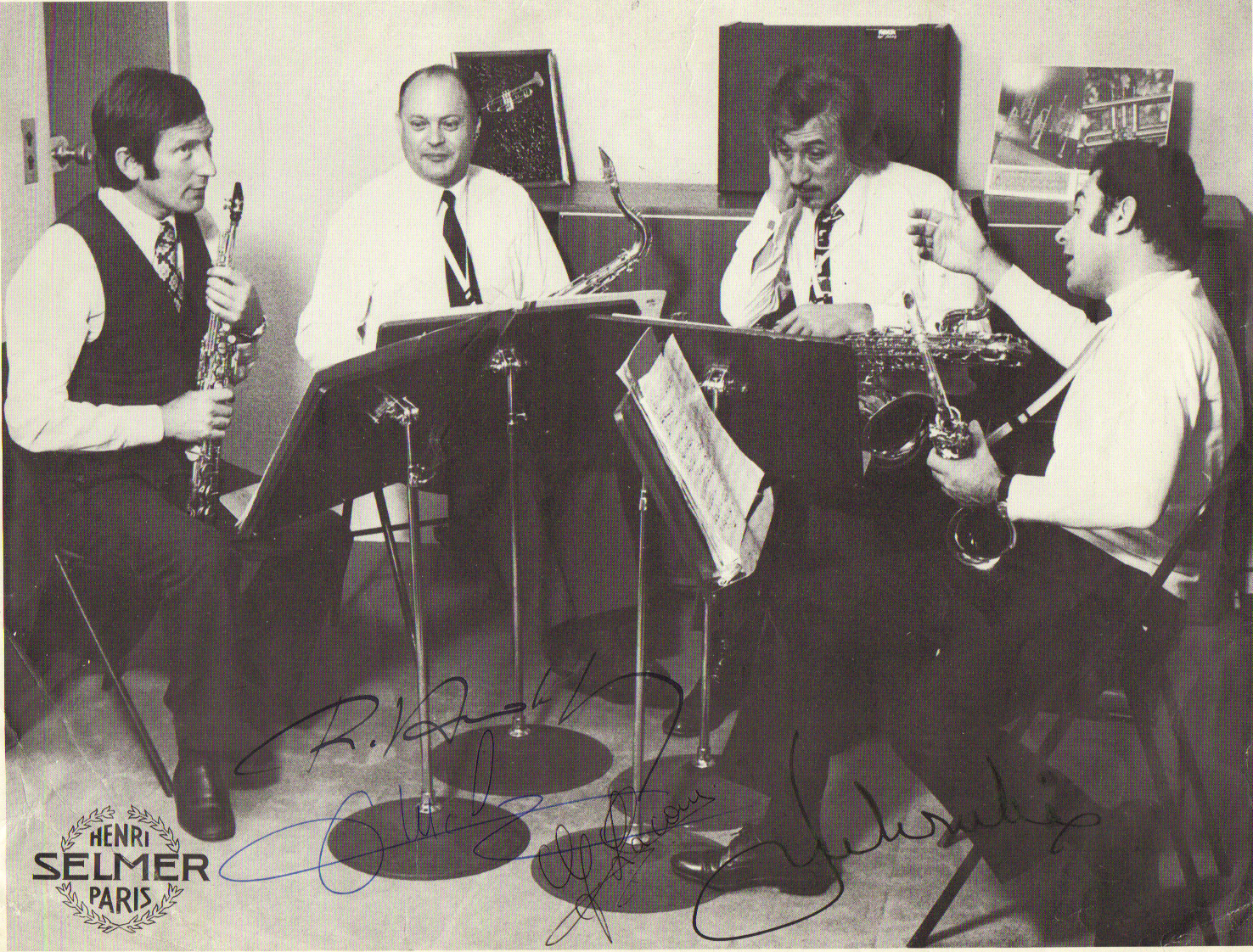
L'Ensemble de saxophones français avec Jacques Melzer (soprano), Jean-Marie Londeix (alto), (ténor), Roland Audefroy (baryton) (1970).

Roland Audefroy jouait avec d'anciens élèves de la classe de Marcel Mule dans l'Ensemble de saxophones français qui a participé à  la promotion d'un répertoire classique pour le saxophone.

## Formation
- 1950 : Premier prix d'excellence au concours Léopold Bellan à Paris.
- 1951 : Premier prix du Concours International de Paris UFAM.
- 1951 : Premier prix des conservatoires nationaux de Rouen, Reims et Versailles et 1er prix de musique de chambre (quatuor).
- 1954 : Premier prix du conservatoire national supérieur de musique de Paris. Classe de Marcel Mule CNSMP[1].
- 1954 : Premier prix d'histoire de la musique. Classe Norbert Dufourq.
- 1955 : Premier prix de musique de chambre (CNSMP). Classe Fernand Oubradous.
- 1957 : Troisième médaille d'esthétique générale (section préparatoire). Classe de Roland Manuel[2].
- 1954-1957 : Stage complet de direction d'orchestre CNSMP. Classe P. Derveaux et Louis Fourestier.
- 1970 : obtention du certificat d'aptitude à l'enseignement dans les conservatoires nationaux des régions "ministère de la Culture".

## Expérience professionnelle
- 1971 : Nommé membre du jury CNSMP de Paris et des CNR (régions) ENM "Écoles nationales".
- 1971-1980 : Nommé professeur de saxophone au conservatoire de Rennes.
- 1973-1975 : Directeur de la Musique de la Maison de la Culture de Rennes.
- 1973-1975 : Ouverture officielle de la classe de saxophone de l'ENM de Saint-Brieuc (demande du Ministère de la Culture).
- 1972 : Cofondateur de l'Ensemble de Saxophones Français avec Guy Lacour, Jean-Marie Londeix et Jacques Melzer.
- 1974 : Vice-président du IVème Congrès Mondial de Saxophones "Bordeaux"
  - participation de l'Ensemble de Saxophones Français
  - création mondiale de Spiralus de János Komives "pour saxophonistes et 16 saxophones".
- 1976 : Vème Congrès Mondial de saxophones "Londres"
  - Création mondiale de Fadââ de D. Sevestre pour 4 saxophonistes et 16 saxophones par l'Ensemble de Saxophones Français.
- 1978-1986 : Nommé professeur à l'École Normale de Musique de Paris (classe de recherche des nouvelles techniques instrumentales sur tous les saxophones).
  - Musique concrète, aléatoire, électro-acoustique.
- 1979 : Chicago (USA)VIème World Congress.
  - Création mondiale avec l'Ensemble de Saxophones Français.
  - Quatuor Sériel de Guy Lacour.
  - Magheia de 4 saxophones et piano de L. Robert.
  - Interprète avec l'Ensemble de Saxophones Français.
- 1980 : Mutation au CNM de Chartres.
- 1982 : Nuremberg (Germany)VIIème Congrès Mondial.
  - Création mondiale de Tétraphon de L. Robert
  - Spiralus Janos Komives.

## Carrière parallèle: Chef d'Orchestre et/ou Accompagnateur
- 1956 : Vieux Colombier "Juan les Pins" avec l'Orchestre Américain de Benny Bennet.
- 1957 : Casino de Monte Carlo.
- 1958-1962 : Tournée en France avec son Orchestre Exclusivité EMI Pathé Marconi
- 1963 : Saxophone soliste suppléant dans l'Orchestre de Cab Calloway.
- 1964-1967 : Tournée en Europe du Nord (Scandinavie - Allemagne) : accompagnateur de Marlene Dietrich.
- 1967 : Chef d'Orchestre Grand Casino de Deauville "Ambassadeur".
- 1968 : Chef d'Orchestre Grand Casino d'Évian.
- 1969 : Grande Tournée en Italie de Turin à Naples.
- 1975-1991 : Chef d'Orchestre attitré Moulin-Rouge à Paris.
- 1989 : Centenaire du Moulin-Rouge : accompagnements de :
  - Center Dance American Ballet from New York du Ballet Barichnikov-Cie,
  - Jerry Lewis,
  - Paul Anka,
  - Ginger Rogers,
  - Dean Martin,
  - Ella Fitzgerald,
  - Ray Charles.
- 1991 : Chef attitré de La Toya Jackson Revue Formidable "Moulin-Rouge".

## Divers
- Télés, radios, soirées de galas pour œuvres caritatives : Croix rouge, Sida "Line Renaud", Lions-Club, Téléthon, etc.
- Musiques de films.
- Liste non exhaustive.

## Autres prestations exceptionnelles
- 1960-1966 : Olympia de Paris : Accompagnateur de :
  - Paul Anka dans l'American Orchestra de New York,
  - Jacques Brel
  - Joséphine Baker
  - Édith Piaf
  - Johnny Mathis
  - Dionne Warwick
  - Stevie Wonder
  - Marie Laforêt
  - Jean Ferrat
  - Pia Colombo
  - Gilbert Bécaud
  - Serge Gainsbourg
  - Léo Ferré et Sacha Distel.
- Théâtre de l'Est Parisien (T.E.P.) : L'Opéra de quat'sous.
- Théâtre National de Paris (T.N.P.) : Chaillot : Pièce américaine Tom Payne avec Henri Virlogeux[réf. souhaitée].
- Bobino : Il était une fois l'Opérette.
- Mogador : Méditerranée avec Tino Rossi.
- Théâtre des Champs-Élysées : L'Homme de la Mancha : Jacques Brel et Dario Moreno.
- Théâtre de L'Empire : Dimanche Martin : Jacques Martin.
- Théâtre Sarah Bernhard (Théâtre de la Ville)
- Ballet du Marquis de Cuevas.
- Ballet américain de Cathreen Dunham.
- Palais des Congrès (Paris) : Thierry Le Luron.